# كوماندو (فلم 1985)
كوماندو (بالإنجليزية: Commando) وتعني باللغة العربية الجندي المغوار هو فيلم حركة، تشويق وإثارة أمريكي. تم عرضه في 4 أكتوبر 1985. الفيلم من إخراج مارك ليستر، وتأليف ستيفين أي دي سوزا، وبطولة أرنولد شوارزنيجر، ودان هداية، وديفيد باتريك كيلي، وأليسا ميلانو، وبيل ديوك وبيل باكستون

## القصة
يتقاعد العميل (جون ماتريكس) من عمله في قيادة فريق النخبة بالجيش، يرغب جون في العيش برفقة ابنته (جيني) في منزل منعزل بالجبل. تقوم مجموعة إرهابية بقتل كل أفراد فريقه السابق، ثم تقوم باختطاف ابنته، فيقرر جون العودة إلى حياة الخطر مجددًا. يكتشف جون أن زميله السابق (بينيت) هو من اختطف جيني؛ لكي يجبره على تنفيذ عملية اغتيال سياسي لصالح أحد ملوك الحرب يدعى (آريوس)؛ الذي يرغب في القيام بانقلاب عسكري في بلاده. يهدد بينيت جون بقتل ابنته إذا رفض تنفيذ العملية، فيضطر جون مؤقتاً إلى القبول مجبرًا. لكنه يسعى لتحرير ابنته.

## تمثيل
بطولة:
- أرنولد شوارزنيجر
- دان هداية
- ديفيد باتريك كيلي
- بيل ديوك
- بيل باكستون
- تشيلسي فيلد
- أليسا ميلانو
- جورج فيشر
- درو سنايدر
- بوب مينور
- مايكل أدامس
- جولي حايك
- والتر سكوت
- برانسكومبي ريتشموند
- فيرنون ويلز

## طاقم العمل
طاقم عمل الفيلم:
- تأليف:
  - ستيفين أي دي سوزا (سيناريو)
- إخراج:
  - مارك ليستر (مخرج)
- تصوير:
  - ماثيو ليونتتي (مدير التصوير)
- مونتاج:
  - مارك جولدبات (مونتير)
  - جون رابط (مونتير)
- صوت:
  - جيم فيزباتريك
- إنتاج:
  - جويل سيلفر (منتج)
  - جاكي بورتش (كاستينج)
- موسيقى:
  - جيمس هورنر (مؤلف الموسيقى)
- ديكور:
  - روبرت جولد (ديكور الموقع)
- إستوديو:
  - تونتيث سينتشوري فوكس

## وصلات خارجية
مقالات تستعمل روابط فنية بلا صلة مع ويكي بيانات